# Henrik Gøye (död 1533)
Henrik Eskilsen Gøye, född år 1500 i Gisselfeld på Själland, död den 3 maj 1533 i Vordingborg, var en dansk adelsman, Kristian II:s troman, son till Eskil Gøye, yngre bror till Mogens Gøye.
Gøye utmärkte sig 1518-1520 på tåget till Sverige och blev dubbad till riddare i Stockholm samt var 1522 ståthållare i Sverige. Då Kristian II 1523 drog till utlandet, kvarlämnade han Gøye som ståthållare på Själland, varefter denne försvarade Köpenhamn i åtta månader. 
Hans trohet medförde förlusten av hans förmögenhet. 1525 försonade han sig dock med Fredrik I, blev lensmand på Vordingborg och 1532 riksråd, blev efter konungens död (1533) en av hövitsmännen på Själland, men dog samma år.
Gøye gifte sig 1527 med Eline Hennieksdatter Godov (död 1533), med vilken han 1530 fick en dotter, Mette Henriksdatter Gøye. De fick också en son, som bar farfaderns namn. Dennes son fick i sin tur sin farfars namn.